# 公孙卿
公孙卿（?—?）。齐国（治今山东淄博市临淄）人，西汉方士。
元鼎四年（前113年）秋天，汉武帝临幸雍县，将要进行郊祭。有人建议：应该建立太一坛，由汉武帝亲临祭祀它。汉武帝时汾阳祠后土时，汾阳巫锦说河东民掘得古鼎一座，把古鼎献给汉武帝，迎至甘泉宫。汉武帝正犹豫不决时，公孙卿献上“札书”，“今年得了宝鼎，其冬辛巳朔旦冬至，和黄帝时代正好相同。黄帝得宝鼎后，骑龙升天。” 武帝大喜，任用他为郎。公孙卿自言能通神仙。多次称见到仙人踪迹，随武帝东巡海上，迎合武帝迷信求仙，升为中大夫。元鼎六年（前111年），公孙卿说在缑氏城见到仙人迹，汉武帝亲自到缑氏城查看，希望遇到仙人。汉武帝建筑宫馆名山，作通天台，来召神仙。齐人以此上疏奏称神怪的有上万人。武帝根据他的妄说，先后派数千人至海上名山求神。太初元年（前104年），汉武帝命公孙卿、壶遂、司马迁等人“议造汉历”。即征募民间天文学家二十余人，共提出了十八种改历方案。经过辩论和实测，最后选定邓平的方案，名为太初历。太初历以冬至所在之月为十一月，以正月为岁首，以没有中气的月为闰月。